# Софулар (вилает Лозенград)
Вижте пояснителната страница за други значения на Софулар.
Софулар или Софидис (на турски: Sofular) е село в Източна Тракия, Турция, Вилает Лозенград. Околия Виза.

## География
Селото се намира на 10 км северно от Виза.

## История
Според статистиката на професор Любомир Милетич в 1913 година в Софидисъ живеят 300 гръцки семейства.